# 野平花男
野平花男（のひら はなお）は、日本の映像作家。
生年月日などの詳細についてはウェブ上で公開されておらず、一切不明である。

## 概要
2011年から、自身の映像作品シリーズ『妄想科学研究所』をYouTube上で公開。女性の下着が見えてしまう、いわゆるパンチラを防ぐ方法や、電車の吊り革をふらつかずにつかむ方法など、日常生活における様々なシチュエーションの中での問題の解決法を考察するという内容の同作品は、累計視聴回数3700万回以上
を達成するほどの人気を集め、各ニュースサイトでも取り上げられた。
2014年には、別チャンネルとして新作『キラリ☆青春研究所』をYouTubeにて公開している。

## 作品
- 妄想科学研究所シリーズ (2011年～2013年、2015年)
  - 絶対に下着がみえない拾い方の研究と考察
  - 絶対に下着がみえない昇り方の研究と考察
  - 絶対に下着がみえない拭き方の研究と考察
  - 絶対に下着がみえない跨ぎ方の研究と考察
  - 絶対にふらつかない吊り革の掴み方の研究と考察
  - 絶対に手が離れない繋ぎ方の研究と考察
  - 絶対に小銭を落とさない拾い方の研究と考察
  - 絶対に下着がみえない撫で方の研究と考察
  - 絶対に下着がみえない越え方の研究と考察
  - 絶対に下着がみえない置き方の研究と考察
  - 絶対に下着がみえない履き方の研究と考察
  - 絶対に下着がみえない取り方の研究と考察

※作品には、つぼみや木村つなといったAV女優の他、声優の内田真礼、洲崎綾が出演している。
- キラリ☆青春研究所 (2014年)

※ジュニアアイドルの山中知恵、西野小春が出演。

## DVD
- 「絶対に下着がみえない拾い方の研究と考察」[2](2012年) 
  - 発売元:ポニーキャニオン
  - 出演：野中あんり、木村つな
- 「吊り革が気になり過ぎて昼寝ができない -絶対にふらつかない吊り革の掴み方の研究と考察-」[2](2012年)
  - 発売元:ポニーキャニオン
  - 出演：渡瀬純、内田真礼、洲崎綾、野中あんり[3]
- 「絶対に下着がみえない撫で方の研究と考察」[4]　(2014年)
  - 発売元:ポニーキャニオン
  - 出演:つぼみ、きみの歩美、大槻ひびき、初美沙希